# Hugues Dessault
Hugues Dessault est un chasseur sous-marin français, Montpelliérain né en Algérie. Il est l'inventeur de la gâchette "haricot", et de la palme bi-matière.

## Palmarès
- 3e du championnat du monde individuel en 1963 (à Rio de Janeiro);
- Champion du monde par équipes en 1963 (à Rio de Janeiro, avec Tony Salvatori et Robert Stromboni);
- Vice-champion d'Europe par équipes en 1964 (Îles Tremiti (Italie));
- 3e du championnat d'Europe individuel en 1964 (Îles Tremiti);
- 4e du championnat d'Europe individuel en 1962 (Îles Tremiti), et 1968 (à Palma de Majorque).